# San Rafael, Zapotiltic
San Rafael är en ort i Mexiko.   Den ligger i kommunen Zapotiltic och delstaten Jalisco, i den södra delen av landet, 400 km väster om huvudstaden Mexico City. San Rafael ligger 1 097 meter över havet och antalet invånare är 396.
Terrängen runt San Rafael är huvudsakligen kuperad, men den allra närmaste omgivningen är platt. San Rafael ligger nere i en dal. Runt San Rafael är det ganska glesbefolkat, med 27 invånare per kvadratkilometer. Närmaste större samhälle är Ciudad Guzmán, 19,1 km nordväst om San Rafael. I omgivningarna runt San Rafael växer huvudsakligen savannskog.